# Serrinha (microregio)
Serrinha is een van de 32 microregio's van de Braziliaanse deelstaat Bahia. Zij ligt in de mesoregio Nordeste Baiano en grenst aan de mesoregio Centro-Norte Baiano in het zuiden en westen en de microregio's Euclides da Cunha in het noorden en Ribeira do Pombal en Alagoinhas in het oosten. De microregio heeft een oppervlakte van ca. 10.598 km². Midden 2004 werd het inwoneraantal geschat op 379.881.
Achttien gemeenten behoren tot deze microregio:
| - Araci - Barrocas - Biritinga - Candeal - Capela do Alto Alegre - Conceição do Coité - Gavião - Ichu - Lamarão | - Nova Fátima - Pé de Serra - Retirolândia - Riachão do Jacuípe - Santaluz - São Domingos - Serrinha - Teofilândia - Valente |

Mesoregio's: Centro-Norte Baiano · Centro-Sul Baiano · Extremo Oeste Baiano · Metropolitana de Salvador · Nordeste Baiano · Sul Baiano · Vale São-Franciscano da Bahia

Microregio's: Alagoinhas · Barra · Barreiras · Bom Jesus da Lapa · Boquira · Brumado · Catu · Cotegipe · Entre Rios · Euclides da Cunha · Feira de Santana · Guanambi · Ilhéus-Itabuna · Irecê · Itaberaba · Itapetinga · Jacobina · Jequié · Jeremoabo · Juazeiro · Livramento do Brumado · Paulo Afonso · Porto Seguro · Ribeira do Pombal · Salvador · Santa Maria da Vitória · Santo Antônio de Jesus · Seabra · Senhor do Bonfim · Serrinha · Valença · Vitória da Conquista